# Florian Grospietsch

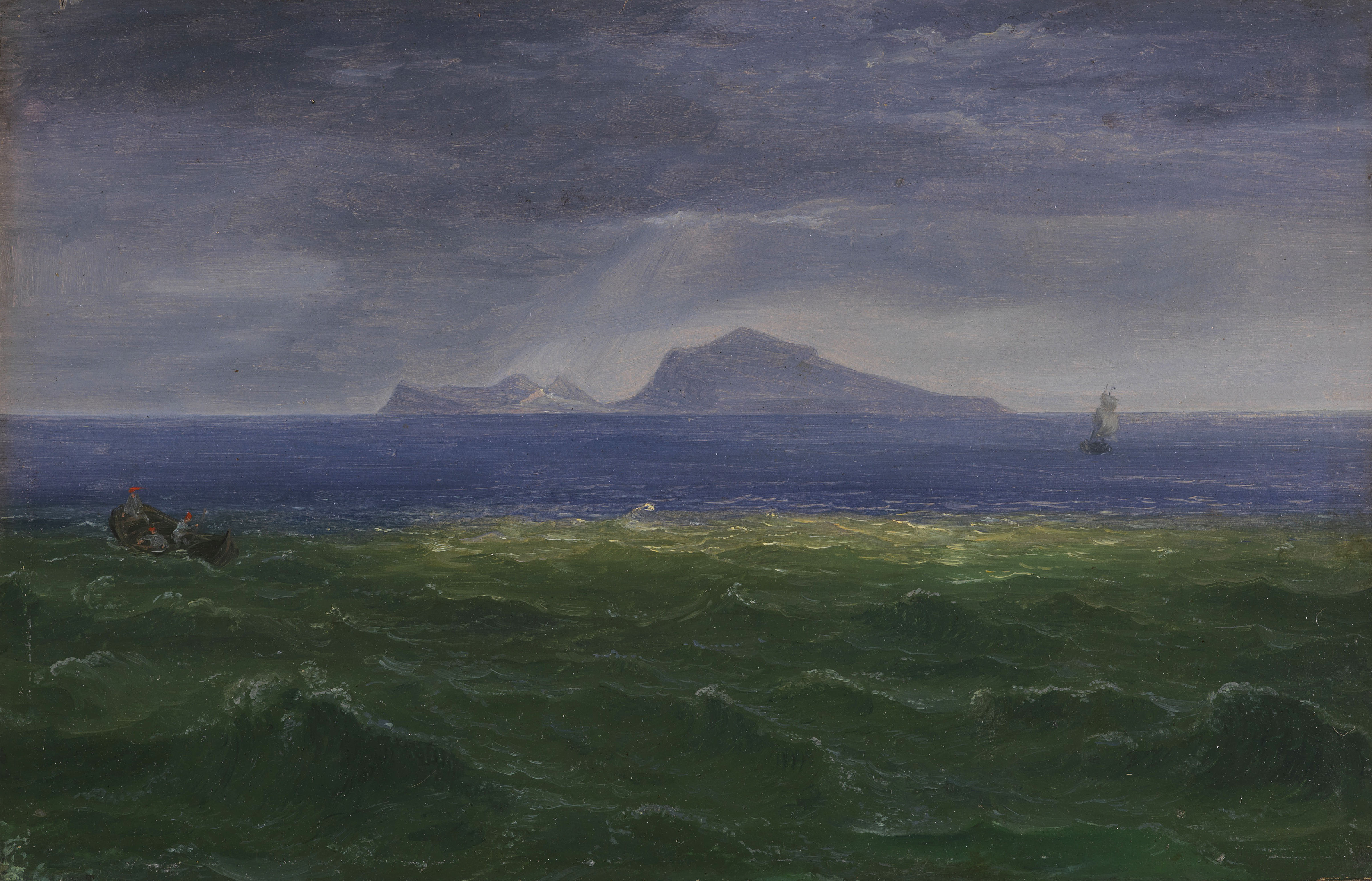
F. Grospietsch: Capri, um 1823

Florian Grospietsch (auch Großpietsch; * 1789 in Protzan, bei Frankenstein in Niederschlesien; † nach 1833) war ein deutscher Maler.

## Leben
Grospietsch war Autodidakt. Nach einem Aufenthalt in Prag, wo er den Historienmaler und Schriftsteller August Kopisch kennengelernt hatte, ging er 1820 nach Italien und betrieb dort acht Jahre Studien nach der Natur. In Rom und Neapel wurde er zum Landschaftsmaler, Radierer und Lithografen. Seine Bilder waren schon 1822 und später in Berlin, wo er sich 1830 niederließ, in der Berliner Akademie zu sehen. Heute werden seine Bilder unter anderem im Cleveland Museum of Art und der Neuen Pinakothek in München ausgestellt.